# Picard (Lederwarenhersteller)
Die PICARD Lederwaren GmbH & Co. KG ist ein Lederwarenhersteller aus Obertshausen im Landkreis Offenbach. Das Familienunternehmen vertreibt seine Produkte unter der Marke PICARD. Die Unternehmenszentrale befindet sich im hessischen Obertshausen. Ein Großteil der Produktion findet durch einige weitere Manufakturen in Bangladesch und der Ukraine statt.

## Geschichte

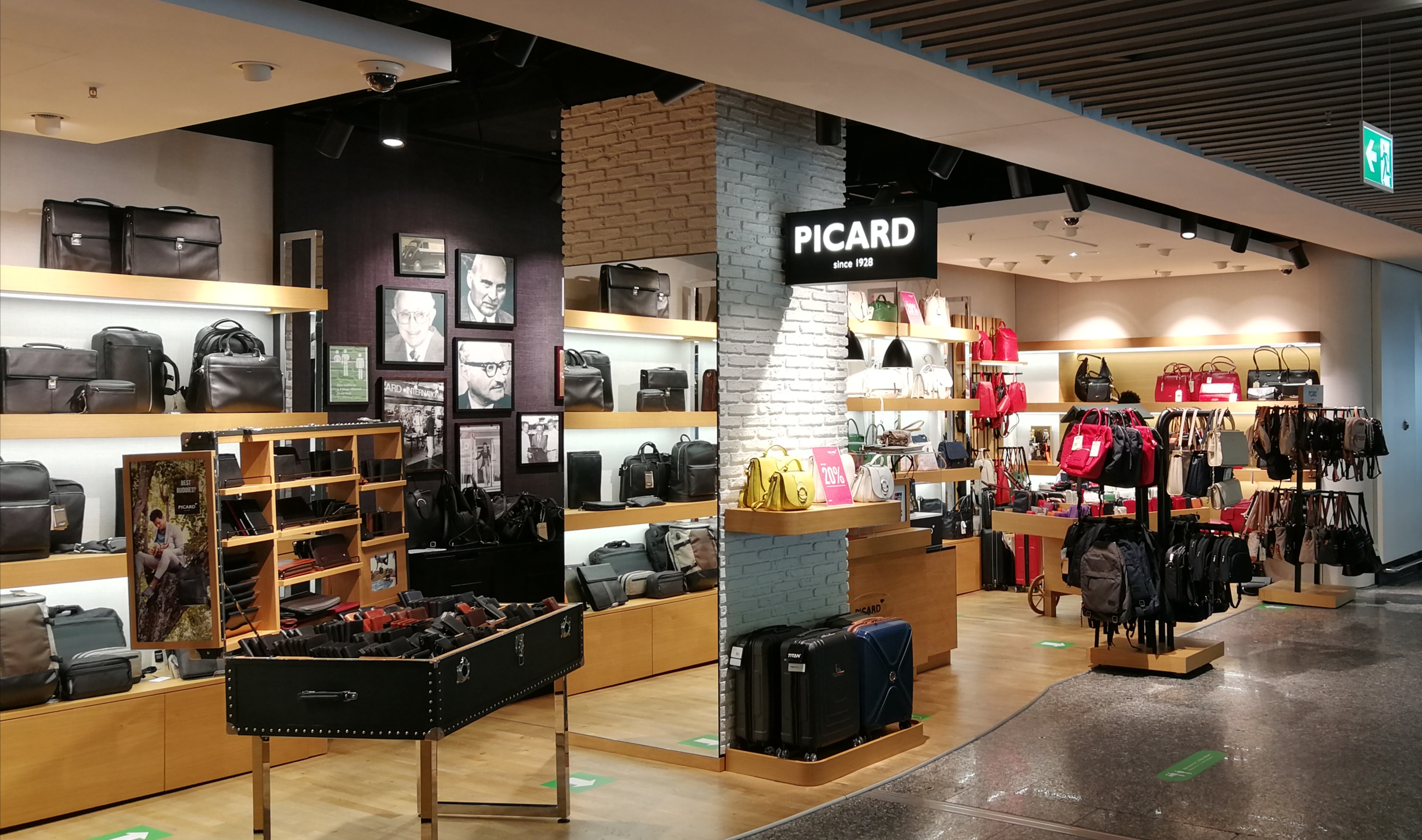
Store Frankfurt Flughafen

Das Unternehmen wurde 1928 von Martin Picard und seinen Söhnen Edmund und Alois gegründet. Es wurde im Handelsregister unter der Firma Gebr. Picard Lederwarenfabrik eingetragen. 1935 führte das Unternehmen als erstes die Großserienfertigung in der Lederwarenfertigung ein. Das Unternehmen beschäftigte zu dieser Zeit 100 Mitarbeiter. Ein neues Werk wurde 1949 in Obertshausen eröffnet. Ende der 1960er Jahre waren an diesem Standort über 1000 Mitarbeiter beschäftigt.
In den 1970er Jahren litt das Unternehmen wie alle Firmen der um Offenbach angesiedelten Lederwarenbranche unter den Importen aus Südamerika und Fernost. Daraufhin wurde 1976 ein Großteil der Fertigung mit der Gründung eines Zweigwerks in Tunesien in das Ausland verlagert. 1983 eröffnete Picard ein Werk in Danshui, China. 1995 folgte ein weiteres Auslandswerk in Bangladesch, 2008 die Stärkung des Standortes in Deutschland und 2011 ein weiteres Werk in der Ukraine. In den frühen 1980er Jahren konnte Picard wieder wachsende Umsätze verzeichnen. Ende 2014 übernahm Georg Picard die Geschäftsleitung von seinem Onkel Thomas Picard.
Im Zuge der COVID-19-Pandemie geriet das Unternehmen, vorwiegend bedingt durch vorübergehende Schließungen des stationären Handels im Rahmen des Lockdowns und den damit einhergehenden Umsatzeinbruch, in wirtschaftliche Schwierigkeiten. Im Mai 2020 beantragte Picard ein Schutzschirmverfahren und ging im August in die Insolvenz in Eigenverwaltung. In der damit einhergehenden Umstrukturierung wurden zahlreiche Flughafenfilialen und die Werke in Tunesien und China geschlossen. Das Firmengelände in Obertshausen verkauft und 30 % der Mitarbeitenden in Deutschland entlassen. In der Produktion in Obertshausen verblieben 20 Stellen. Ende 2020 wurde der Insolvenzplan von den Gläubigern bestätigt und das Verfahren im Februar 2021 abgeschlossen.
Picard begann danach, das Digitalmarketing auszubauen und auch als Dienstleistung für andere Marken anzubieten. Ebenso tritt es als Vermittler zwischen seinen B2B-Kunden und den Onlinemarktplätzen auf.
Im April 2022 wurde die gesamte Logistik zu einem externen Logistikdienstleister ausgelagert. Seitdem kümmert sich Picard um das Influencer-Marketing, um ihre Marke online sichtbarer zu machen. Der Umsatz stieg demnach um 30 % vom Gesamtumsatz. Des Weiteren erhielt Picard einen Großauftrag von Lufthansa für die Ausstattung der Crew.

2024 ist Rafael Belzer dem Unternehmen als COO beigetreten.

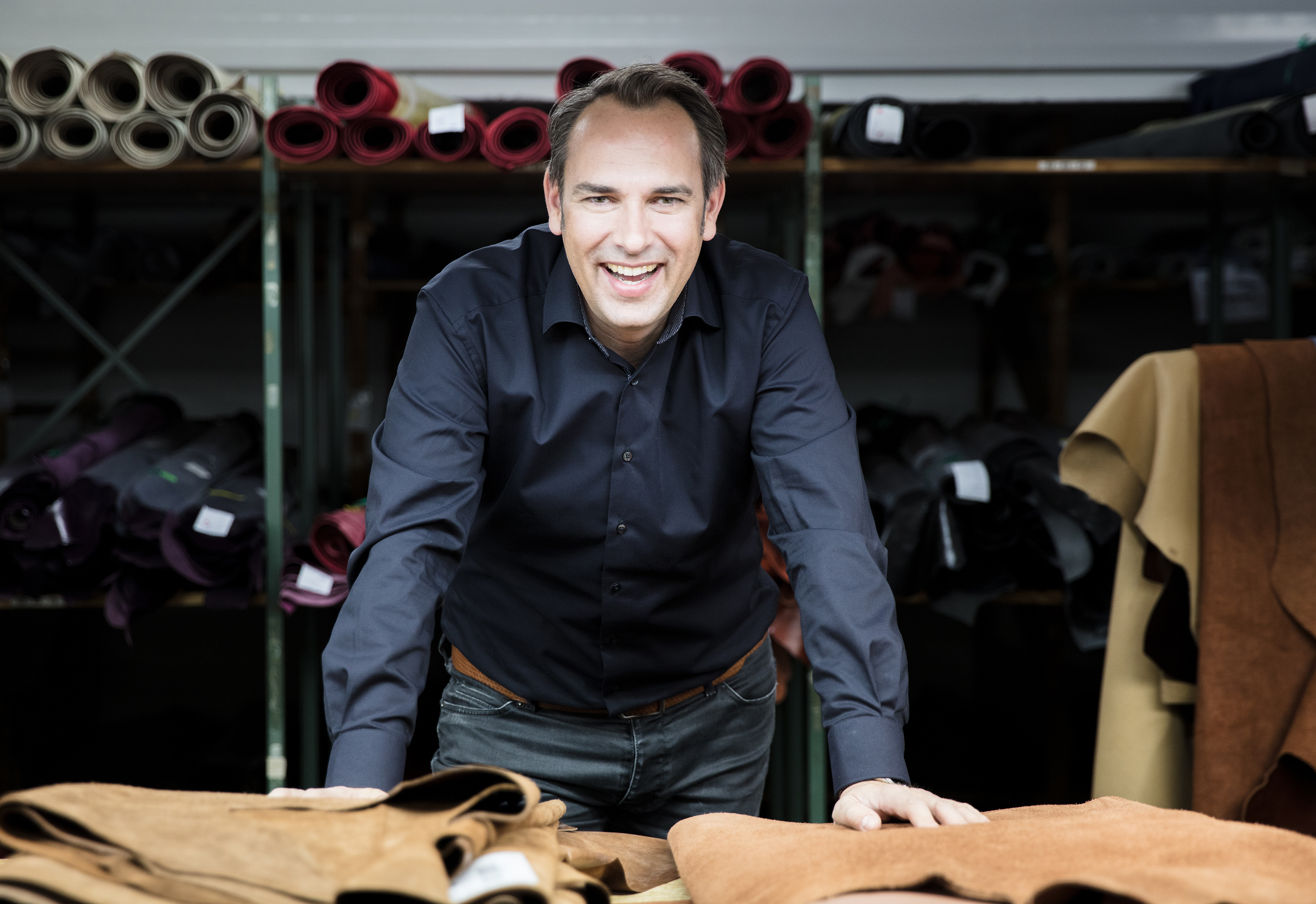
Georg Picard in Produktionsstätte in Obertshausen.

## Unternehmen
Deutschlandweit beschäftigt Picard rund 80 Mitarbeitende. In Mukatschewo in der Ukraine arbeiten weitere 130 in einem als Joint Venture betriebenen Werk. Ein weiteres Joint Venture in Bangladesch produziert für Picard als Auftragsfertiger.
Das Tochterunternehmen Picard Leathergoods Retail GmbH & Co. KG betreibt derzeit sieben Filialen an den Flughäfen Frankfurt, München und Berlin.

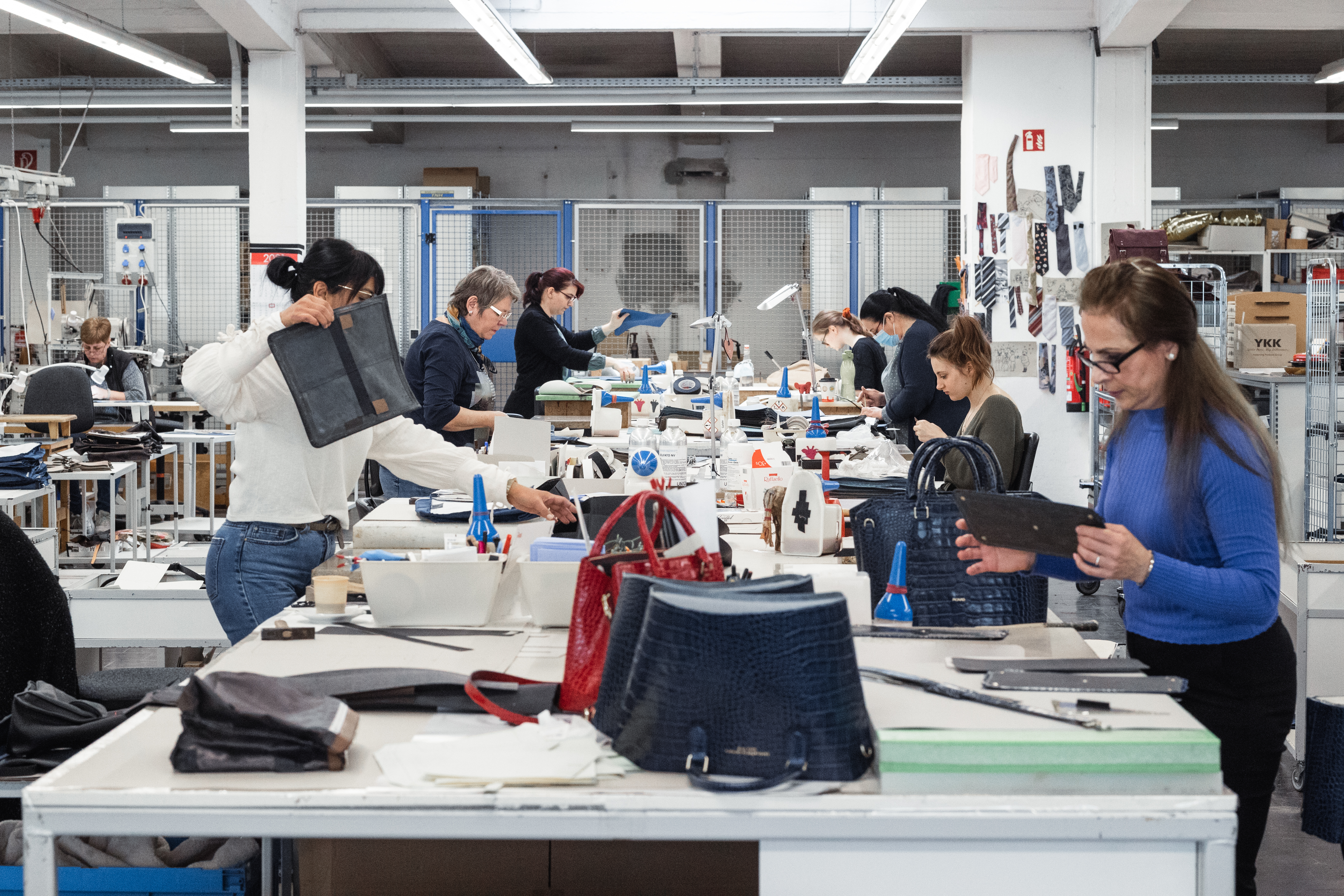
Handgemacht in Obertshausen.

## Produkte
Das Produktportfolio umfasst neben Damenhandtaschen auch Kleinlederwaren, Männertaschen und weitere Erzeugnisse aus Leder und recyceltem Synthetik. Picard arbeitet mit kleinen, hochwertigen, saisonalen Kollektionen und einem Programm aus Standardartikeln.

## Ausstellung
- 2013: Lederwaren im Wandel der Zeit – 85 Jahre Firma Picard, Werkstattmuseum der Firma Picard, Obertshausen.